# IPhone
iPhone je pametni telefon s podporo za internet in multimedijo podjetja Apple. Vsebuje kamero, služi lahko kot predvajalnik glasbe, omogoča pošiljanje in sprejemanje elektronske pošte, brskanje po spletu, glasovno pošto in več. iPhone ima zaslon, občutljiv na dotik (touchscreen). Poleg omenjenega zaslona pa ga lahko uporabnik upravlja tudi s tipkama za znižanje in zvišanje glasnosti zvoka, gumbom Domov (ang. Home), ki ga preusmeri naravnost na domači zaslon, aktivira digitalno asistentko Siri, omogoča pregled nad večopravilnostjo in podobno.

## Modeli
Doslej je izšlo veliko različnih modelov iPhone-a. Zadnji štirije so bili predstavljeni septembra 2022.
Modeli: (v oklepaju je leto izdaje telefona)
- iPhone 2G (2007)
- iPhone 3G (2008)
- iPhone 3GS (2009)
- iPhone 4 (2010)
- iPhone 4S (2011)
- iPhone 5 (2012)
- iPhone 5C (2013)

- iPhone 5S (2013)
- iPhone 6 (2014)
- iPhone 6 Plus (2014)
- iPhone 6S (2015)
- iPhone 6S Plus (2015)
- iPhone SE (2016)
- iPhone 7 (2016)
- iPhone 7 Plus (2016)
- iPhone 8 (2017)
- iPhone 8 Plus (2017)
- iPhone X (2017)
- iPhone Xs (2018)
- iPhone Xs Max (2018)
- iPhone Xr (2018)
- iPhone 11 (2019)
- iPhone 11 Pro (2019)
- iPhone 11 Pro Max (2019)
- iPhone SE 2gen (2020)
- iPhone 12 mini (2020)
- iPhone 12 (2020)
- iPhone 12 pro(2020)
- iPhone 12 pro max (2020)
- iPhone 13 mini (2021)
- iPhone 13 (2021)
- iPhone 13 pro (2021)
- iPhone 13 pro max (2021)
- iPhone 14 (2022)
- iPhone 14 plus (2022)
- iPhone 14 pro (2022)
- iPhone 14 pro max (2022)
- iPhone 15 (2023)
- iPhone 15 pro (2023)
- iPhone 15 pro max (2023)
- iPhone 16 (2024)
- iPhone 16 plus (2024)
- iPhone 16 pro (2024)
- iPhone 16 pro max (2024)

## Zunanjost
iPhone je prenosni telefon na katerem je podjetje Apple s Steve Jobsom na vrhu začelo delati leta 2005. Prvi iPhone, imenovan iPhone 2G, je bil izdan 29. junija 2007 in je popolnoma spremenil, kako gledamo na telefone dan danes. 
Z modeli se je njihova oblika spreminjala. Prvi trije (iPhone 2G, iPhone 3G in iPhone 3GS) imajo enako obliko, z iPhonom 4 se je oblika spremenila, velikost zaslona pa je ostala enaka. iPhone 4S je enak štirici, iPhone 5 pa ima večji, 4-palčni zaslon (vse prejšnje generacije imajo 3,5-palčni zaslon). iPhone 5C je odet v plastično ohišje, za razliko od predhodnikov in naslednikov, ki so iz aluminija in je na voljo v več barvah, iPhone 5S je enak petici, le da ima prenovljen gumb Domov, ki ima v sebi čitalec prstnih odtisov. S šestico se je zaslon povečal na 4,7 palca, dizajn pa je bolj zaobljen. 6 Plus je enak 6-ki, le da ima večji, 5,5-palćmi zaslon. 6s in 6s Plus sta enaka 6-ki in 6-ki plus.
Ker je Apple že leta ponujal enak dizajn, je za svojo 10. obletnico želel presenetiti svoje uporabnike. Tako so leta 2017, 10 let po izidu prvega iPhona, svojim strankam ponudili popolnoma nov dizajn, iPhone X. 
Celotna navigacija po operacijskem sistemu telefona (vključno s klicanjem) poteka s pomočjo na dotik občutljivega zaslona. Ker telefon nima fizične tipkovnice, se vse klice in ostala opravila opravlja z dotikanjem in gibanjem prstov po virtualnih tipkah, ki se izrišejo na zaslonu.

## Programska oprema - iOS
Na iPhonu teče zanj prilagojena različica operacijskega sistema Mac OS X z imenom iOS. iOS dobiva redne posodobitve in nove funkcije. Posodobitve si lahko prenesejo vsi iPhoni, vred z iPhonom 6S, ki je izšel leta 2015. iPhoni imajo tako trenutno na voljo posodobitve 5-6 let po izdaji telefona, kar je veliko več kot nam ponuja Android.
Trenutno najnovejša različica firmwara (programske opreme), je iOS 13. (september 2019). Apple tudi vsak mesec ponudi novo posodobitev operacijskega sistema, ki izboljša samo varnost, funkcionalnost in hitrost telefona.
Poleg tega je na voljo še veliko aplikacij, ki so razvite s strani samostojnih programerjev (t. i. third party developers) in si jih je mogoče namestiti na telefon.

## Povezave
- Spletna stran Apple iPhone